# 후쿠이사우루스
후쿠이사우루스(Fukuisaurus)는 중생대 백악기 전기 일본의 후쿠이현에 서식한 초식 공룡이다. 속명의 뜻은 '행운 도마뱀'을 의미한다.

## 발견
후쿠이사우루스의 화석은 1989년 후쿠이 가쓰야마현의 키타다니층 암석에서 발견되었다. 이후 2010년에 그레고리 S. 폴은 후쿠이사우루스의 몸길이를 4.5m, 무게를 400kg으로 추정했다.